# Granatiere (cacciatorpediniere 1907)
Il Granatiere è stato un cacciatorpediniere della Regia Marina. 

## Storia
L'apparato motore dell'unità era originariamente alimentato a carbone (95 tonnellate), ma venne modificato in modo da essere alimentato a nafta (65 tonnellate).
Il 13 maggio 1908, la nave risalì il Tevere fino a Roma per ricevere, al porto di Ripa Grande, al cospetto del re, la bandiera di combattimento offerta dai Granatieri di Sardegna.
Assegnato alla III Squadriglia Cacciatorpediniere (Dipartimento dell'Alto Tirreno), il Granatiere trascorse un primo periodo di addestramento nelle acque di La Spezia.
Il 1º gennaio 1909, il cacciatorpediniere, insieme alla nave ausiliaria Volta, venne inviato a Messina, distrutta qualche tempo prima da un devastante terremoto, per partecipare alle operazioni di soccorso.
Nel 1909 l'unità operò in Medio Oriente, per difendere gli italiani dalle violenze anticristiane che sarebbero infine sfociate nel genocidio armeno.
Nel 1910, il Granatiere fu inviato a Monaco per presenziare all'inaugurazione del locale Museo Oceanografico e, nel corso del medesimo anno, scortò in Sicilia e Sardegna la nave reale Trinacria.
Partecipò alla guerra italo-turca in Mar Rosso ed in Libia (1911), mentre nel 1912 operò in Grecia e Turchia e nel Dodecaneso.
Nel 1914 il cacciatorpediniere fu sottoposto ad un periodo di lavori di manutenzione nell'Arsenale di Taranto.
All'entrata dell'Italia nella prima guerra mondiale il Granatiere apparteneva alla II Squadriglia Cacciatorpediniere, di base a Taranto, che componeva insieme ai cacciatorpediniere Insidioso, Impavido ed Irrequieto. Comandava la nave il capitano di corvetta Landi. 
Nel corso del conflitto l'unità fu impiegata nelle scorte ai convogli per l'Albania, in funzione antisommergibile nel Tirreno settentrionale e nell'Adriatico meridionale, per scorte e collegamenti tra Gibilterra, Marsiglia, Malta e la Sicilia.
Il 1º dicembre 1917, il Granatiere recuperò 160 superstiti dell'incrociatore ausiliario Città di Sassari, silurato ed affondato al largo di Borghetto Santo Spirito dal sommergibile tedesco U 64.
Il 1º luglio 1921 l'unità fu declassata a torpediniera. Tra il 1921 ed il 1924 fu impiegata nel Dodecaneso e fu stazionaria a Rodi, in qualità di nave di bandiera del locale Comandante Superiore Navale.
Il Granatiere trascorse quindi gli ultimi anni (1925-1927) come nave scuola della Scuola Meccanici di Venezia: radiato il 3 novembre 1927, fu avviato alla demolizione.